# Yvon Pouliquen
Pour les articles homonymes, voir Pouliquen.
Yvon Pouliquen, né le 17 octobre 1962 à Morlaix (Finistère), est un footballeur français reconverti entraîneur, puis agent de joueurs. Il remporte deux fois la Coupe de France avec le RC Strasbourg en 2001 et Lorient en 2002.
Christian Mattiello est pendant neuf ans son fidèle adjoint.

## Biographie

### Joueur
Yvon Pouliquen signe sa première licence à Pleyber-Christ. Doté d'un petit gabarit mais de belles qualités techniques, il est sélectionné en équipe de l'Ouest dès la catégorie poussins. Il intègre le centre de formation du Stade brestois, où il devient stagiaire pro de 1981 à 1983. Il fait ses débuts en première division à 19 ans face à Tours. Entré en jeu à la mi-temps, il inscrit son premier but dans la foulée. 
Il quitte le Finistère en 1987 pour rejoindre le Stade lavallois de Michel Le Milinaire, puis l'AS Saint-Étienne de Robert Herbin, qui l'a inspiré dans sa vision du métier d'entraîneur. 
Son poste de prédilection était milieu défensif. 
En avril 2014, France Football le classe à la 46e place des meilleurs joueurs bretons. En 2022, le magazine So Foot le classe dans le top 1000 des meilleurs joueurs du championnat de France, à la 477ème place. 

### Entraîneur
En 1997-1998 il est candidat au certificat de formateur. Il remporte la Coupe de France avec le RC Strasbourg et le FC Lorient en 2001 et 2002. En 2002, toujours avec le FC Lorient, il est finaliste de la Coupe de la Ligue, battu en finale par Bordeaux. Après un passage à Guingamp, il devient l'entraîneur de Grenoble (Ligue 2) pour la saison 2006-2007.
En janvier 2008, il est le successeur de Francis De Taddeo au poste d'entraîneur du FC Metz mais ne peut empêcher la relégation des Grenats en L2. Il est alors limogé de son poste, le 18 avril 2010. Il est remplacé pour la fin de saison par Joël Muller, avant que Dominique Bijotat ne soit nommé nouvel entraîneur des grenats. C'est avec ces mêmes grenats qu'il élimine l'Olympique Lyonnais (3-1) en Coupe de la Ligue 2009.
Le 6 septembre 2010, il revient entraîner Grenoble succédant ainsi à Mehmed Baždarević.

### Agent de joueurs
Il est depuis 2013 agent d'une vingtaine de joueurs professionnels.

## Carrière

### Joueur
- 1977-1987 : Brest Armorique FC -  France
- 1987-1989 : Stade lavallois -  France
- 1989-1991 : AS Saint-Étienne -  France
- 1991-1996 : RC Strasbourg -  France
- 1997-1999 : AS Mundolsheim -  France

### Entraîneur
- Nov. 2000-2001 : RC Strasbourg  France
- Janv. 2002-2003 : FC Lorient  France
- 2004-2005 : EA Guingamp  France
- 2006-2007 : Grenoble  France
- Janv. 2008-avril 2010 : Metz  France
- Sept. 2010-juil. 2011 : Grenoble Foot 38  France

## Palmarès

### Joueur
- Finaliste de la Coupe de France en 1995 avec le RC Strasbourg
- Équipe de Bretagne : une sélection (Bretagne-États-Unis, 30 décembre 1988, à Brest)

### Entraîneur
- RC Strasbourg
  - Coupe de France
    - Vainqueur : 2001

- FC Lorient
  - Coupe de France
    - Vainqueur : 2002

  - Coupe de la Ligue
    - Finaliste : 2002.